# جوني تومسون
جوني تومسون (بالإنجليزية: Johnny Thomson) هو سائق سيارة سباق ومهندس أمريكي، ولد في 9 أبريل 1922 في لوويل في الولايات المتحدة، وتوفي في 24 سبتمبر 1960 في ألينتاون في الولايات المتحدة.